# Kelet-Timor elnökeinek listája
Az alábbi lista Kelet-Timor elnöki tisztségének betöltőit sorolja fel.

## Kelet-Timor elnökeinek listája
Portugáliától való függetlensége után névlegesen
- Francisco Xavier do Amaral (1975. november 28. – 1975. december 7.)
- Nicolau dos Reis Lobato (1975. december 7. – 1978. december 31.)

Indonéziától való függetlensége után
- Xanana Gusmão (2002. május 20. – 2007. május 20.)
- José Ramos-Horta (2007. május 20. – 2012. május 20.)
- Taur Matan Ruak (2012. május 20. –2017. május 20.)
- Francisco Guterres (2017. május 20. – 2022. május 20.)
- José Ramos-Horta (2022. május 20. –)